# Zvishavane
Zvishavane (già Shabani fino al 1982) è un centro abitato dello Zimbabwe, situato nella Provincia delle Midland.